# Actrius
Actrius és una pel·lícula del Ventura Pons, basada en E.R. de Josep Maria Benet i Jornet. Dins la pel·lícula, no hi ha actors masculins, i les quatre actrius protagonistes es van doblar per a la versió en castellà.

## Argument
Per a preparar-se un paper d'una antiga i coneguda actriu, una estudianta d'art dramàtic entrevista a tres grans actrius que van ser alumnes seves: una diva internacional (la Glòria Marc, interpretada per la Núria Espert), una estrella de la televisió (l'Assumpta Roca, interpretada per la Rosa Maria Sardà) i una directora de doblatge (la Maria Caminal, interpretada per Anna Lizaran).